# Київська міська виставка квітів
Київська міська виставка квітів — традиційна виставка, яка щорічно проходить в Києві в Печерському ландшафтному парку довкола Співочого поля в останній тиждень серпня і приурочується до Дня Незалежності України.
Експонати до виставки готують працівники комунальних районних підприємств з утримання зелених насаджень КО «Київзеленбуд».
Традиційно під час виставок на території парку проходять виставки-ярмарки декоративних рослин, квітів та сувенірних товарів. Працюють кафе та ресторани, дитячі атракціони. Забезпечена охорона громадського порядку та громадські вбиральні.
Склад комісії для оцінювання переможців затверджується розпорядженням КМДА.

## Виставки за роками

### 2015 рік

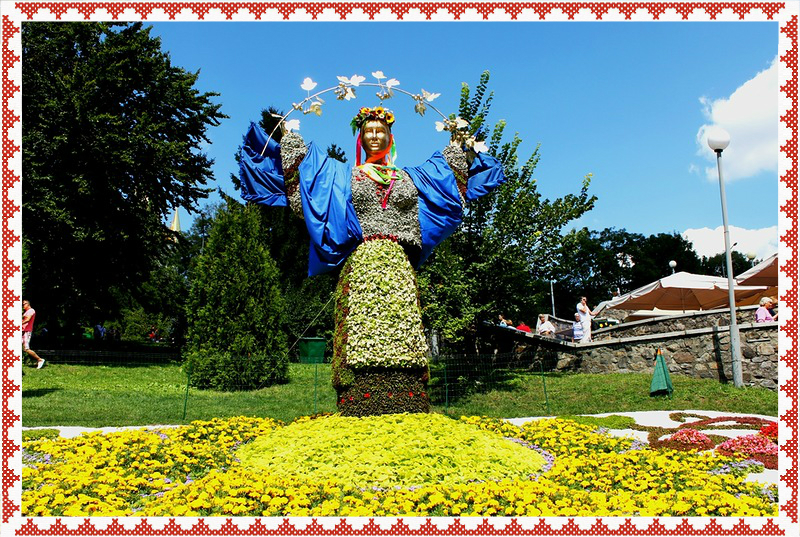
«У єдності сила України»

60-та міська виставка квітів проходить з 21 серпня по 20 вересня. Тема виставки «Квіти України та їх сакральний зміст».
Віддавна квіти мали містичне значення і з них плели вінки-обереги. У них впліталося до 12 квіток. Для дівчини він був символом дівочої честі, захищав від «лихого ока» і «нечистої сили». Влітку вінок плели з живих квітів: волошок, маків, чорнобривців, ромашок, мальви й інших кольорів.

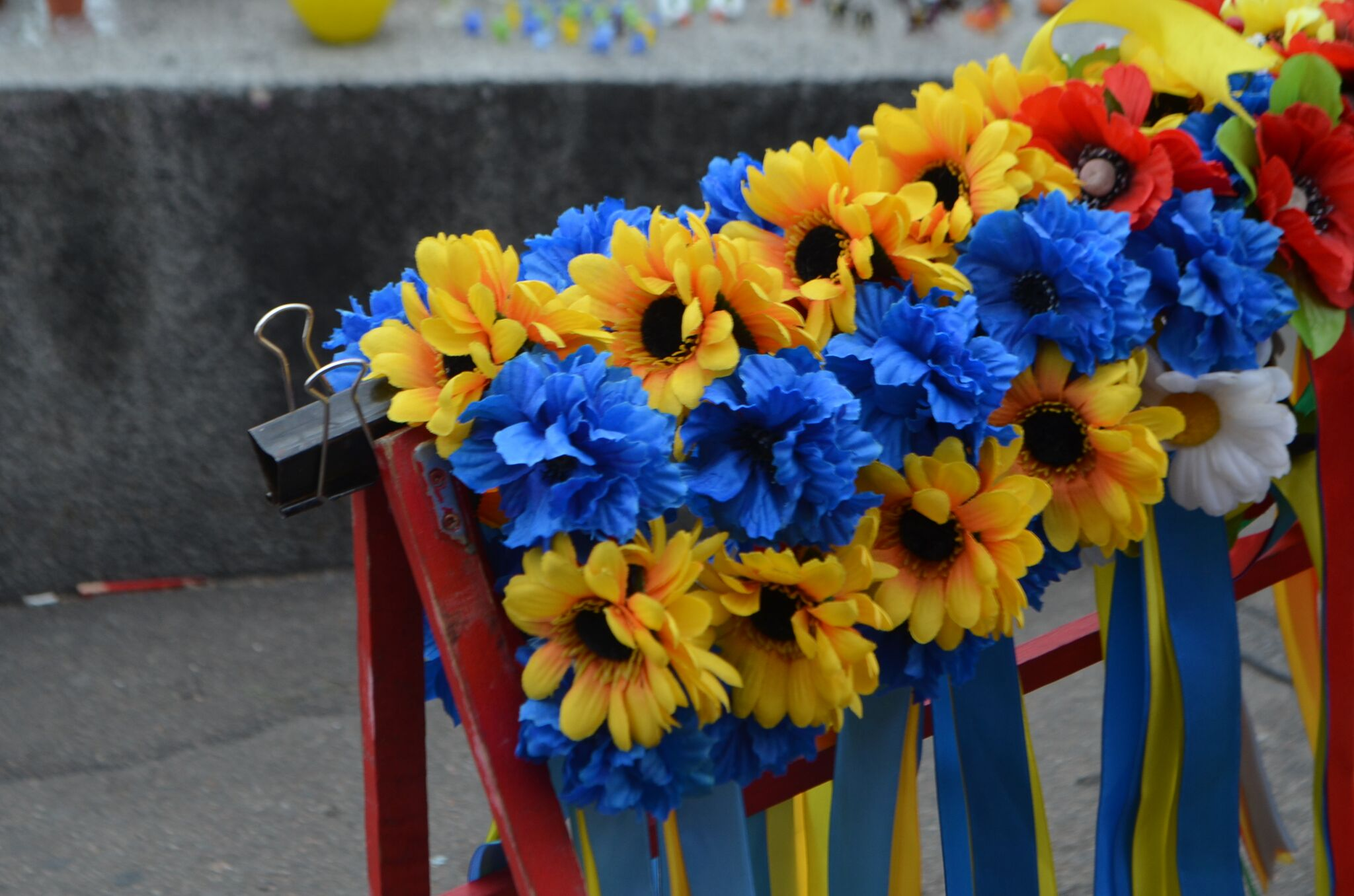
Магічні квіткові віночки

Кілька сакральних значень квітів:
- Безсмертник — символ здоров'я;
- Чорнобривці — вірності, краси;
- Деревій — нескореності;
- Барвінок — життя і безсмертя душі;
- Калина — дівочої краси;
- Любисток — відданості;
- Ромашка — дівочої чистоти, вірності;
- Ружа, Мальва, Піонія — віри, надії, любові;
- волошка — краси;
- Хміль (вусики) — гнучкості і розуму;
- Мак — печалі, суму, любові;
- Незабудка — сталості

Щоб підсилити містичну силу вінка, між окремими квітами вплітали яскраві кольорові стрічки й різноманітні трави. Вони об'єднувалися в містичний клубок і підсилювався їх магічна дія. Часто квіткові композиції з'єднувалися єдиною стрічкою в національних тонах.

Разом зі збереженням наших традицій щодо ландшафтного дизайну, ми розвиваємо сучасні форми в оформленні композицій. Наші ландшафтні дизайнери в своїй роботі поєднують традиційне квітникарство з садовою архітектурою, створюючи при цьому нові форми в ландшафтному дизайні «, — зазначив генеральний директор КО «Київзеленбуд» Сергій Симонов.
Відвідувачі милувалися квітковими композиціями, оформленими в національних патріотичних мотивах; крім того, було багато композицій присвячених актуальній тематиці Євросоюзу. Так, виставка була доповнена кількома інсталяціями про країни єврозони. На «Співочому полі» можна побачити Францію з міні Ейфелевою вежею, пуделем і велосипедом; Англію з Тауером, лондонським мостом і традиційною для англійців — чашкою чаю. Для кожної країни продумана своя символіка і свої тони. У будні дні можна фотографуватися з композиціями, придбати різноманітні квіти, рослини, всілякі добрив, горщики й аксесуари для вашого саду. Не забуваючи про традиції виставки, тут продається також запашний мед і запаморочлива медовуха. На вихідних тут проходять концерти з розважальною програмою.
На виставці представлені квіткові композиції на тему «Топ-10 відомих українців». Так композиції були присвячені таким відомим постатям, як княгині Ользі, хірургу Миколаю Амосову, письменнику Миколаю Гоголю, співаку і композитору Володимиру Івасюку, інженеру Ігорю Сікорському і іншим видатним українцям.

### 2012 рік

«Ходить гарбуз по городу»

57-та міська виставка квітів проходить з 24 серпня по 9 вересня. Тема виставки «Мелодія українських казок». На схилах Дніпра розквітли мальовничі пейзажі казок в об'ємно-просторових квіткових композиціях, зокрема «Ходить гарбуз по городу», «Казка про жар-птицю та вовка», «Колосок» та багато інших. Квіти для композицій вибрані від звичайних однорічних рослин таких як агератум, тагетіс, бегонія, петунія, альтернатера, цинерарія, колеус до багаторічних та зрізаних квітів, які спеціально будуть вирощенні для цієї виставки. Загальна площа квіткових композицій становить близько 2500 м². Висаджено близько 300 тис. квітів.

### 2011 рік
56-та міська виставка квітів «Процвітання тобі Україно, моя рідна, моя єдина» пройшла з 20 серпня по 4 вересня і була присвячена 20-й річниці святкування дня Незалежності України. На Співочому полі були представлені дев'ять квіткових експозицій (Дарницький район не брав участі). Над проєктами працювали дизайнери КП УЗН районів, та дизайнер КО «Київзеленбуд». На кожну композицію пішло щонайменше 50 тисяч квітів, а саме: бегонія, агератум, альтернатера, ірезіне, колеус, цинерарія та інші. Рослини для композицій насіяли ще взимку в теплицях. Над створенням квіткових композицій працювало понад 150 осіб. Квіти висадили протягом двох тижнів, але почали працювати на Співочому полі за місяць до відкриття виставки. Вхід на виставку був платним. Вартість вхідного квитка становила 10 грн, пенсіонерам, інвалідам, учасникам ліквідації аварії на ЧАЕС, ветеранам ВВВ та дітям до 7 років вхід безкоштовний, дітям від 7 до 16 років та студентам 5 грн.

### 2010 рік
55-та виставка під назвою «Ріка вишиванок» була присвячена українським традиціям вишивання. Майстри «Київзеленбуду» з кожного району столиці створили 10 квіткових композицій, які відтворюють особливості вишитих рушників різних регіонів України. Загалом над композиціями працювало 300 майстрів протягом трьох тижнів. На кожну композицію було витрачено від 100 до 300 тисяч квітів близько 50 різних сортів. Середня вартість кожної композиції становить 300 тисяч гривень. Цього року вхід на виставку, яка всі попередні роки була безкоштовною, зробили платним — 10 грн для дорослих і 5 грн — для дітей.

### Історія виникнення
Ландшафтні виставки в Києві проходять ще з радянських часів, а точніше з 1955 року. Коли ж в 1983 році було відкрито Співоче поле, на ньому почали проводити масштабні квіткові фестивалі, на яких кияни і гості столиці можуть насолоджуватись красою тисяч хризантем чи тюльпанів, незвичайними композиціями й особливими сортами квітів. Хіба можливо уявити Україну без гірських крокусів і степних васильків, херсонських тюльпанів і закарпатських нарцисів, квітучих вишневих і яблуневих садів? А ще — без щорічних квіткових виставок на Співочому полі в київському Печерському парку.

## Інші квіткові виставки

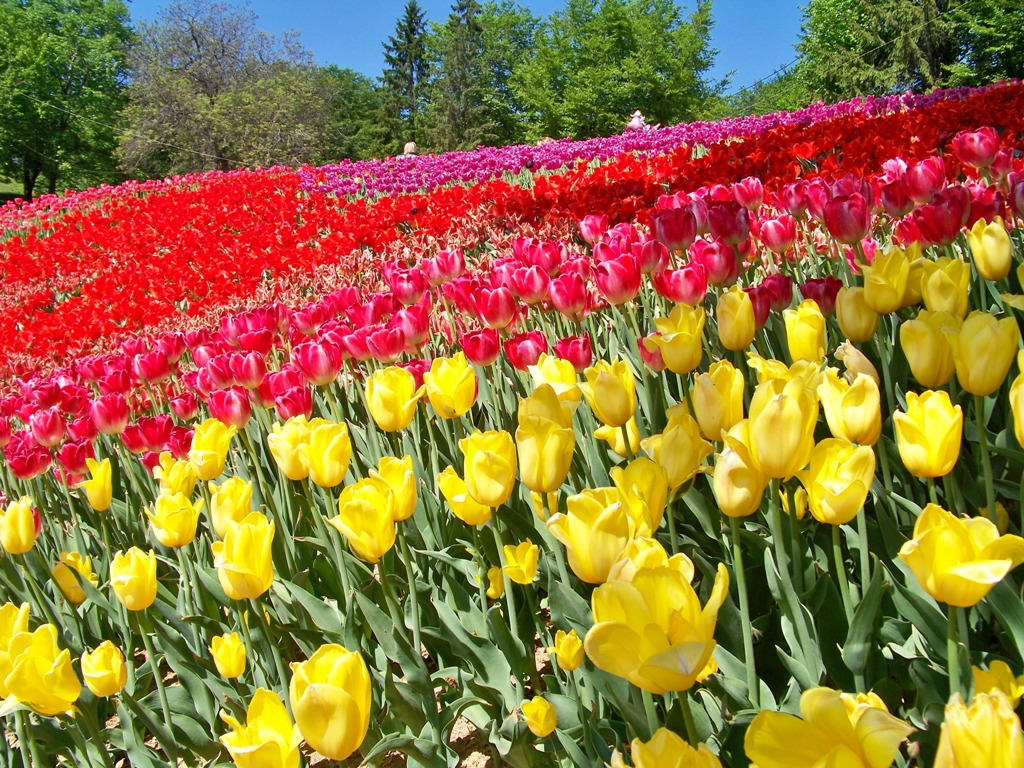
Весняна виставка квітів на Співочому полі 2012.

У 2012 році на території Печерського ландшафтного парку пройшли виставки:
- «Друга щорічна виставка тюльпанів»
- «Виставка, приурочена до Чемпіонату Європи з футболу 2012».